# Makora diversa
Makora diversa là một loài nhện trong họ Amphinectidae. Loài này phân bố ở New Zealand.